# Karl Pfeiffer (Manager)
Karl Pfeiffer (* 27. Mai 1901 in Gießen; † 4. Juni 1976 in Falkenstein/Taunus) war ein deutscher Manager und Verbandspolitiker in der Bauwirtschaft.

## Leben
Pfeiffer studierte an der Hessischen Ludwigs-Universität Rechtswissenschaft und wurde 1920 im Corps Hassia Gießen aktiv. Als Inaktiver wechselte er an die Philipps-Universität Marburg und die Friedrich-Wilhelms-Universität zu Berlin. 1923 wurde er in Gießen zum Dr. iur. promoviert. Zunächst war er in zwei Berliner Anwaltskanzleien tätig. 1927 wurde er Justitiar des Berliner Bauunternehmens Julius Berger AG. Von 1948 bis 1966 war er Mitglied des Vorstandes. 1952 in den Vorstand des Hauptverbandes der Deutschen Bauindustrie gewählt, war er dessen Präsident von 1961 bis 1968. Nach seinem Ausscheiden als Präsident wurde er mit der Ehrenmitgliedschaft geehrt.
Anfang 1965 war der sog. Pfeiffer-Plan die Antwort auf den Plan zur Vermögensbildung der Bauarbeiter von Georg Leber, dem ersten Vorsitzenden der IG Bau-Steine-Erden. Beide Pläne unterschieden sich in nicht unwesentlichen Punkten. Die Unternehmer hielten es für wünschenswert, die vermögenswirksamen Zuwendungen der Arbeitgeber an eine gewisse eigene Sparleistung zu koppeln. Das sollte den Vermögensbildungsbemühungen der Bauwirtschaft eine zusätzliche liberale Komponente verleihen. In der grundsätzlichen Frage der Tariffähigkeit stimmten beide Pläne überein. Damit war die Grundlage für echte Verhandlungen geschaffen. 1965 wurde dann der erste Tarifvertrag in der Gewerkschaftsgeschichte über Vermögensbildung der Arbeitnehmer abgeschlossen. Jeder Bauarbeiter, der zwei Pfennig von seinem Stundenlohn für Vermögensbildung abzweigte, erhielt vom Arbeitgeber neun Pfennig dazu.

## Ehrungen
- Großes Bundesverdienstkreuz mit Stern (1966)